# Atacoseius pellucens
Genre
Espèce
Atacoseius pellucens est une espèce d'acariens mesostigmates de la famille des Heterozerconidae, la seule du genre Atacoseius.

## Distribution
Cette espèce a été découverte en Asie du Sud-Est.

## Publication originale
- Berlese, 1905 : Acari Nuovi. Manipulus IV. Acari di Giava. Redia, vol. 2, n. 2, p. 154-176 (texte intégral).